# Hosjö

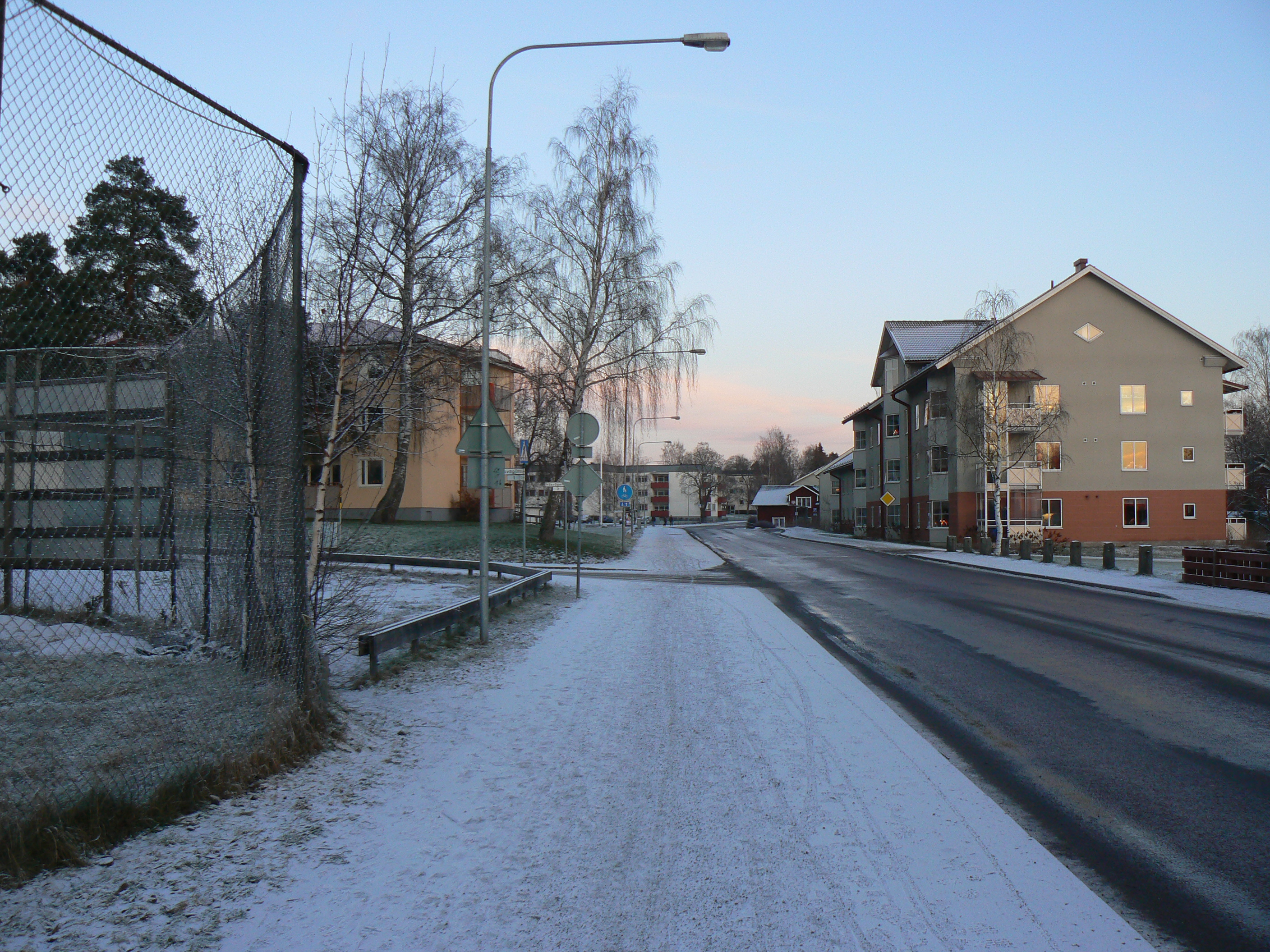
Centralvägen i Hosjö

Hosjö IPA:/'huːɧø:/ är en stadsdel i Falun. Stadsdelen utgör den östligaste delen av Falu tätort och ligger mellan sjöarna Hosjön och Runn. Bebyggelsen består mest av villor och radhus, men även hyreshus förekommer, främst i centrala Hosjö. Även om vissa industrier och verksamheter finns på platsen är Hosjö främst ett bostadsområde och pendling till andra delar av Falun är mycket vanligt. 

## Delområden
Hosjö kan vidare delas in i olika delområden. Till dessa hör:
- Backberget
- Hosjöstrand
- centrala Hosjö
- Uddnäs
- Karlslund
- Skutudden
- Hosjöholmen
- Tallbacken

## Butiker och samhällsservice
I området finns (2008) matvaruaffär, tobaksaffär, pizzeria, frisersalonger, skola, förskolor, bensinmack, ett birgittinkloster med pensionatverksamhet och äldreboendet Hosjögården.

## Industrier
Stadsdelen innehåller även en del industrier, vilka främst är belägna i Hosjö norra industriområde, Hosjö södra industriområde samt Skutuddens industriområde. Till de företag som har etableringar där (tillverkning, försäljning eller kontor) hör:
- Bomans delikatesser
- Cederroth International
- NSS Sverige AB (tidigare Hallbyggarna Jonsereds)
- Herdins
- Limako
- Mats bilar
- Röa (Rötmotaverken)
- Streetstyle billackering

## Hosjö församling
Hosjö utgjorde tidigare den norra delen av Vika socken. Hosjö bildade en annexförsamling under Vika församling. Församlingskyrkan i Hosjö kallades "Hosjö kapell" och församlingen benämndes "Hosjö kapellförsamling". Hosjö blev sedan en självständig församling, utbruten ur det gamla Vika socken. Kyrkan fick nu benämningen Hosjö kyrka. Församlingen hyste som mest drygt 3 000 invånare (2005). 2012 slogs församlingen åter samma med Vika, till Vika-Hosjö församling. Hosjö kyrka är en faluröd träkyrka som färdigställdes år 1663 med hjälp av frivilligt arbete och gåvor från de boende i Hosjö. Församlingen omfattade även lands- och skogsbygd öster om Hosjös tätbebyggelse.

## Idrottsanläggningar
I västra Hosjö ligger Lindvallen, som är Korsnäs IF fotbolls hemmaarena. Vid Åsbo i nordost har Korsnäs IF skidklubb och Korsnäs IF orientering sin gemensamma klubbstuga Pumpen, från vilken ett 4,8 km långt elljusspår och ytterligare skidspår utgår. I Sundbornsåns fors i Hosjöholmen finns en kanotslalombana, som är en hemmafors för paddlare i Falu kanotklubb.

### Pumpen
Pumpen är Korsnäs IF Skidklubbs och Kornäs IF Orienterings klubbstuga. Stugan byggdes under 1990-talet och invigdes 1994. Det ligger vid platsen för ett gammalt pumphus (därav namnet), som fick bli kvar som en del av den nya byggnaden. Området heter Åsbo. I klubbstugan finns omklädningsrum, dusch och bastu. Vissa perioder har man i stugan bedrivit viss kaféverksamhet öppen för allmänheten.
I Friluftsområdet Pumpen, som föreningarna kallar det på skyltar, ingår idag fyra ordinarie skidspår, varav ett elbelyst sådant. Elljusspåret är i sin fulla längd 4,7 kilometer. Det består av två slingor i skogen, 1 800 respektive 1 300 meter långa, samt av en 800 meter lång dubbelriktad sträcka som förbinder slingorna med klubbstugan. En kortare åkvariant av spåret, 3,4 km, innebär att 1 300 meters-slingan hoppas över. Elljusspåret är bitvis backigt, men skillnaden mellan högsta och lägsta punkt är bara omkring 50 meter. Elljusspåret är markerat med gula kvadrater. Området närmast klubbstugan brukar när temperaturen tillåter konstsnöbeläggas vid dålig natursnötillgång. De lite längre bansträckningarna under den årliga ungdomsskidtävlingen Korsnäsloppet brukar till stora delar utnyttja elljusspåret.
Hagtäktspåret är ett 15,1 kilometer långt spår som utnyttjar ett skogsvägnät öster om elljusspåret. Spåret löper på vägarna och vänder vid deras respektive ändpunkter. Elljusspåret ingår också som en del i detta spår. Den 300–400 meter långa förbindelsesträckan mellan elljusspåret och vägarna går direkt på skogsmark och kräver god snötillgång för att bli bra. När så inte är fallet prepareras vägnätet separat. Åker man bara på vägarna blir turen omkring en mil. Vid gården Hagtäkt, som ligger vid spårets sydöstra hörn och har gett det dess namn, nås då spåret med bil. Hagtäktspåret markeras med blåa kvadrater.
Dammen- och Fisklösenspåren, 10 respektive 18 kilometer långa, är spår som ännu finns på klubbens spårkartor men som sällan prepareras sedan Hagtäktspåret tillkom. De markeras med röda respektive gröna kvadrater.
Skogen i området är Korsnäsorienterarnas hemmaplan. Där bedriver orienteringsklubben ungdomsträningar och andra aktiviteter. Hosjöbladet kallas den av klubbens kartor som omfattar skogen kring Pumpens motionsspår. 
Förutom skidspåren utgår sedan 1990-talet också ett antal barmarksleder från Pumpen. De flesta av dessa, i synnerhet den längsta, Lostigen, har dock fått stora brister i skyltning och markering på senare år.

## Skola
Hosjöskolan, som ligger i centrala Hosjö, är en kommunal låg- och mellanstadieskola. Närmaste högstadieskola är Hälsinggårdsskolan.

## Infrastruktur och kollektivtrafik
E16 och riksväg 69 går gemensamt genom Hosjö, men berör inte det övriga gatunätet annat än vid två trafikplatser . Före en omdragning på 1960-talet var det centrala Hosjös huvudstråk, Centralvägen, som var huvudvägen från Falun mot Hedemora och, sedan 1920-talet, Hofors. Dalatrafiks stadsbusslinjer 11 och 152 går ut till Hosjö. Linjen 243 (Falun, Vika strand) passerar också igenom. Genom Hosjö löper även Bergslagsbanan, vilken historiskt, då som Gävle-Dala Järnväg, haft hållplats i området ("Hosjö anhalt"). Hosjö fanns länge kvar som trafikplats i järnvägsnätet i form av linjeplats med anledning av stickspår till industrier och, längre tillbaka, med anledning av en lastkaj nedanför kyrkan, varifrån en smalspårig godsbana till Backa vid Danholn utgick. En större övrig länsväg (W 854) förbinder just Hosjö med Backa, varifrån man tar sig vidare mot Sundborn och Svärdsjö.